# Zaljubljeni vampir
Zaljubljeni vampir je nekakšna mešanica detektivske, pravljične in fantastične pripovedi, ki je nastala pod peresom pisatelja Bogdana Novaka. 
Knjiga je izšla v založbi Mladinska knjiga leta 1995 in je del zbirke Knjigožer. 

## Zgodba
Tina in Luka in Karin se med nabiranjem gob v Zlodejevem borštu, o katerem krožijo grozljive zgodbe, izgubita in doživita marsikatero neprijetno stvar. Najprej ju prestraši ciganka, ki z Lukove roke kljub plačilu noče brati njegove usode, nato ob Krvavem potoku srečata čarovnico, pred njima se močerad spremeni v zmaja, hudič jima hoče ukrasti duši, Luka pa se celo zaplete v pajkovo mrežo. Iz te godlje ju reši uglajen mladenič, ki sam sebe imenuje Erik Erger-Berger Mračniški, njegova oprava Med bivanjem v gradu Erik Tino nenehno nadleguje s prošnjo, da bi jo smel ugrizniti v vrat, ta pa mu te želje noče uresničiti. Med preoblačenjem jo v sobi napade ogromen netopir, pred njim pa jo reši Luka. Na večernem balu se zbere vsa smetana gosposke družbe, med njo je moč najti tudi Erikova starša, ki naj bi bila po njegovem pripovedovanju že dolgo pod rušo. To v Tini in Luku vzbudi dvom in med plesom se izmuzneta iz dvorane. Luka posumi, da je Erik vampir, zato poiščeta grobnico Erikove družine, kjer jima hitro postane jasno, da niso mrtvi le njegovi starši, temveč tudi Erik sam, ki je mrtev že od leta 1573. Ko se poslovijo še zadnji gostje, Erik ne zdrži več in napade Tino, ki jo zopet reši Luka. Eriku skozi srce zabije glogovo palico in skupaj zbežita z gradu ter najdeta spet pot domov.
Medtem pa v gradu Mračnik zvesti sluga vampirjev Erika poškropi z opoldansko vodo iz dvoriščnega vodnjaka, ki naj bi menda imela čarobno moč …

## Književne osebe

### Glavne
- Luka, šestnajstletni fant, doma iz Ljubljane.
- Tina, petnajstletno dekle z Vrhnike, Lukova prijateljica in skrivna ljubezen.
- Erik Erger-Berger Mračniški, srednjeveški mladenič, mrtev od leta 1573 in od tistega leta tudi vampir, gospodar gradu Mračnik. V knjigi se vampirji zbudijo, kadar polna luna zakrije tretjo zvezdo v ozvezdju Zmaja, le Erik vsako noč, ker je rojen v znamenju škorpijona.

### Stranske
- Marta, Lukova teta, doma na pristavi Trnovica.
- Jože, Lukov stric, Martin mož, prav tako živeč na pristavi Trnovica.
- Bojan, Lukov oče.
- Skumaruha, zvesti služabnik Erger-Bergerjev na gradu Mračnik.
- Cigan
- Ciganka

## Kraj dogajanja
- Pristava Trnovica;
- Zlodejev boršt;
- Krvavi potok;
- Gluha loza;
- grad Mračnik;

## Zgradba zgodbe
Je tridelna in sicer: Home – away – home 
Luka in Tina se vsak s svojega doma pripeljeta na pristavo Trnovico, se izgubita v gozdu in se nato srečno vrneta na pristavo, nato pa zopet spet vsak na svoj dom.

## Književna zvrst
Pravljica
- v njej nastopajo pravljična bitja, kot so zmaj, čarovnica in škrat, ter predmeti z magično močjo, kot so npr. glogova palica, česen in čarobna voda iz starega vodnjaka na dvorišču.

Grozljivka
- Grozljiva bitja, kot sta hudič in vampir.

Znanstveno fantastična pripoved
- Luka in Tina potujeta v preteklost, natančno v leto 1593.

Detektivka
- Luka in Tina korak za korakom odkrivata Erikovo skrivnost.

## Konec
Konec je srečen za Luka in Tino, ki se vrneta domov, Skumaruha pa Erika poškropi s čarobno vodo iz dvoriščnega vodnjaka, ga odnese v njegovo grobnico in pusti počivati,  tako da bo le ta ob mraku zopet lahko vstal in zagospodaril na gradu. Ko se Erik prebudi, se odloči, da bo našel Tino in jo oženil …
Erikov konec torej ni ravno srečen, saj na poti z avtom proti domu Tina in Luka ob cesti zagledata dve postavi, ki močno spominjata na Erika in Skumaruho, kar torej pomeni, da Erik Tino išče že od leta 1593 pa vse do danes ...